# Puente Tuxpan

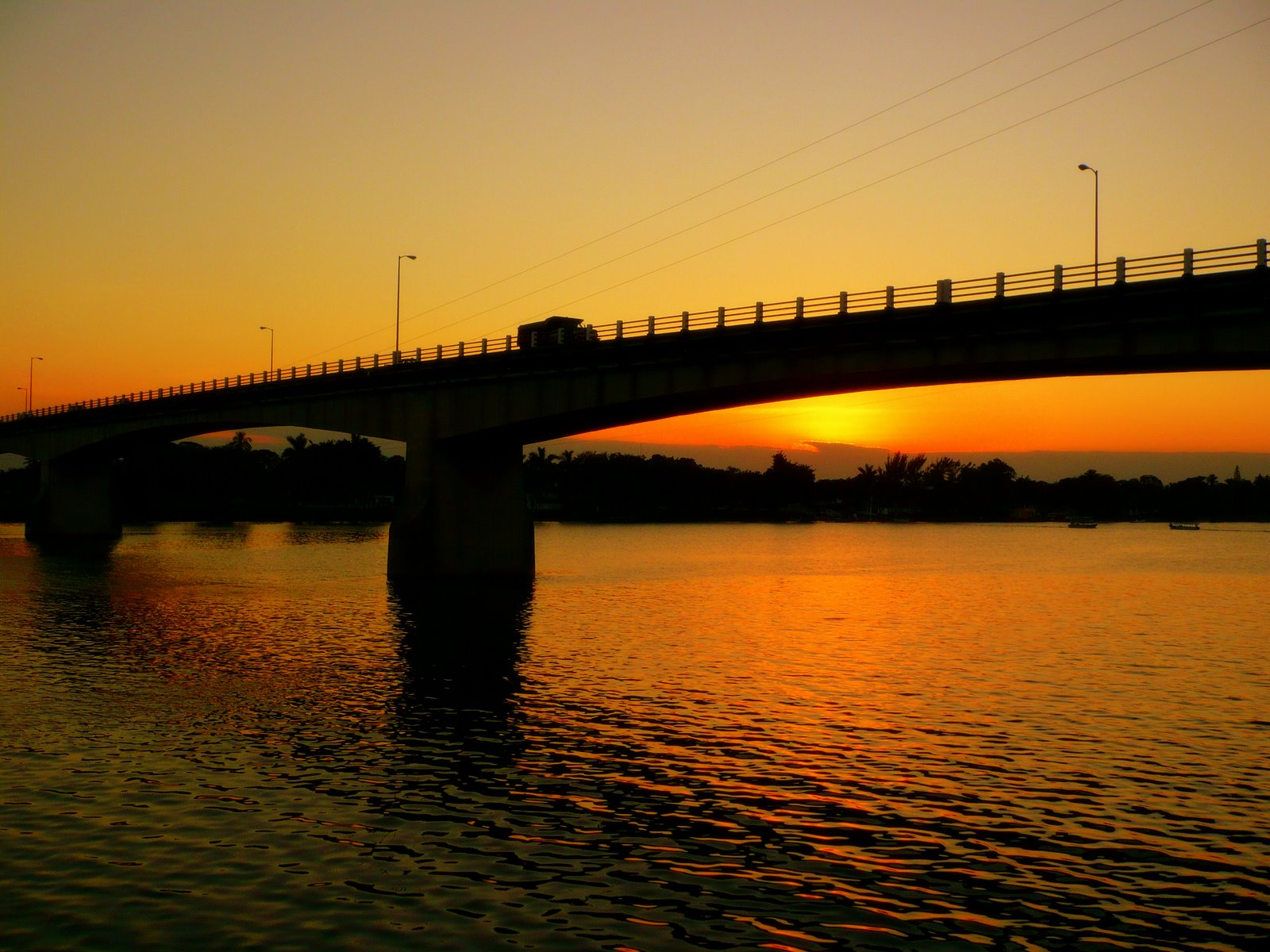
Postal del puente Tuxpan.

El puente Tuxpan es un puente viga, ubicado en la ciudad de Tuxpan, Veracruz. Conecta al centro de Tuxpan con la localidad de Santiago de la Peña.

## Historia

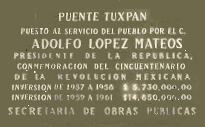
Texto de la placa en el Puente Tuxpan

La construcción del Puente Tuxpan inició en 1957 con una primera inversión de cinco millones setecientos treinta mil pesos en el período 57-58, y en el período 59-61 se invierten otros catorce millones ochocientos cincuenta mil pesos. Estos datos figuraban en la placa que se colocó con motivo de la inauguración y que años después fue robada. 
El 18 de marzo de 1961 el entonces presidente de la república Adolfo López Mateos inauguró el Puente Tuxpan, y en 1968 se instaló la caseta de peaje.